# Linda Watsonová
Linda Watsonová (* 15. září 1955) je bývalá zimbabwská pozemní hokejistka, členka týmu, který v roce 1980 na olympijských hrách v Moskvě vybojoval zlaté medaile. V turnaji nastoupila ve všech pěti utkáních.